# Homnabad
Homnabad is een dorp in het district Bidar van de Indiase staat Karnataka. 

## Demografie
Volgens de Indiase volkstelling van 2001 wonen er 36.511 mensen in Homnabad, waarvan 52% mannelijk en 48% vrouwelijk is. De plaats heeft een alfabetiseringsgraad van 64%. 